# Kapušany
Kapušany (allemand : Kapp) est un village de Slovaquie situé dans la région de Prešov.

## Géographie
Kapušany est un village au Nord-est de la Slovaquie, proche de Prešov, bâti dans un environnement de collines boisé.

### Accès
Le village est desservi par :
la route I/18 (E371) qui la relie à Prešov à l'Ouest et à l'est Hanukovce, Vranov nad Toplou et l'Ukraine ;
la route II/545 au nord à Bardejov et la Pologne.

## Histoire
Première mention écrite du village en 1248.
Le château de Kapušany date du XIIIe siècle. Il avait été bâti par Mathias Čák au sommet de la colline Zámčisko, dominant aujourd'hui le village de Kapušany. C'était à l'époque une zone inhabitée mais un lieu de passage important, à la croisée de routes provinciales dans une zone frontalière.
La lutte menée par Mathias Čák contre Charles Robert d'Anjou entraina sa destruction.
Le château fut reconstruit et fortifié au XVIe siècle pour lutter contre l'envahisseur turc. Au début du XVIIIe siècle, le commandant des forces armées de Francis II Rákóczi prit le château et en 1709 l'incendia. Le château tomba ainsi en ruine.

## Démographie

### Évolution de la population
| Année:               | 1994. | 2004.   | 2014.   | 2024.   |
| -------------------- | ----- | ------- | ------- | ------- |
| Nombre de personnes: | 1902  | 2090    | 2176    | 2156    |
| Différence:          |       | +9,88 % | +4,11 % | -0,91 % |

| Année:               | 2023. | 2024.   |
| -------------------- | ----- | ------- |
| Nombre de personnes: | 2147  | 2156    |
| Différence:          |       | +0,41 % |

## Lieux et patrimoine
- Le château de Kapušany. Il date du XIIIe siècle. Du haut de la colline Zámčisko à 504 m d'altitude, il domine le village de Kapušany.

Le château de Kapušany est aujourd'hui un centre d'intérêt touristique important pour la région. Il est accessible à partir de la partie Nord via une passerelle gardée par une barbacane.